# Vuelta con tres giros

Cómo realizar una vuelta con tres giros (se muestra para el sentido del tráfico a la derecha)

Una vuelta con tres giros (a veces llamada vuelta en Y, vuelta en K o vuelta en U por pasos) es un método estándar para que un vehículo realice una maniobra de cambio de sentido de circulación en un espacio limitado, utilizando las marchas hacia adelante y hacia atrás. Normalmente se realiza cuando una calzada es demasiado estrecha para efectuar directamente un cambio de sentido. 
La realización de esta maniobra es comúnmente requerida en los exámenes de conducción en los países anglosajones. La expresión tiene su origen en la lengua inglesa, donde se denomina  three-point turn (o también Y-turn, K-turn, o broken U-turn). 

## Procedimiento
En una carretera bidireccional de dos carriles, la maniobra básica  consiste en:
1. Girar hacia adelante hasta alcanzar la acera contraria desde el carril de partida
2. Girar marcha atrás a través de la carretera hasta la acera del carril original, tras accionar el volante a tope en sentido contrario
3. Girar hacia adelante cambiando de nuevo a tope la orientación del volante, hasta alcanzar el carril contrario, completando un giro de 180°.

En una carretera estrecha o con un vehículo muy largo, se pueden requerir más de tres giros parciales para completar el cambio de sentido. 

## Denominación
Esta maniobra se denomina formalmente "Three point turn" (Giro de tres puntos) en Australia, Canadá, Nueva Zelanda y en muchas regiones de los Estados Unidos. Términos menos comunes son: "Y-turn" (giro en Y), "K-turn" (giro en K), y "broken U-turn" (giro en U por partes) pero en el Reino Unido e Irlanda, el nombre oficial es "Turning in the road (using forward and reverse gears)" (Girar en una carretera (usando las marchas hacia adelante y hacia atrás)), porque una de estos cambios de sentido puede incluir más de tres giros parciales.

## Lecturas relacionadas
- Driving Standards Agency (2010). «Turning in the Road». The official DSA guide to driving: the essential skills (7th edición). The Stationery Office. pp. 192–193. ISBN 978-0-11-553134-7.

- Datos: Q7797278